# Дубайс ибн Садака
Абуль-Аазз аль-Агарр Нуруддевле Дубайс II бeн Садака I (тур. Melikü’l-Arab Nûrü’d-devle Ebü’l-Eaz (Egar) Dübeys b. Sadaka el-Mezyedî el-Esedî, араб. أبو الأعز دبيس بن صدقة بن‎, 1071—1135) — правитель эмирата Мазъядидов в Центральном Ираке в 1118—1135 годах.
Отец Дубайса, Садака ибн Мансур, погиб в битве с сельджукским султаном Мухаммедом Тапаром в 1108 году. Дубайс в этой битве попал в плен и стал служить султану. Лишь через 10 лет, после его смерти, Дубайс смог возглавить эмират, которым эти годы управляли люди Мухаммеда.
Дубайс использовал вражду между сыновьями Мухаммеда, чтобы укрепить свою власть, кроме того, он конфликтовал с багдадским халифом. Несколько раз после поражений в битвах с ними Дубайс укрывался в Сирии. Там он в 1121 году вместе со своим тестем Артукидом Иль-Гази участвовал в походе в Грузию, в 1124 году вместе с королём Иерусалима Балдуином II осаждал Алеппо. Кандидатура Дубайса несколько раз предлагалась на должность эмира (атабека) Мосула, но халиф, а затем и Имадеддин Занги препятствовали назначению. В 1131 году при очередном посещении Сирии Дубайс был схвачен арабами и передан эмиру Дамаска Бури бен Тугтекин, который обменял его у Имадеддина Занги на своего сына. Выкупив Дубайса, Занги в 1132 году вместе с ним напал на Багдад.
В 1135 году Дубайс сражался на стороне восточного сельджукского султана Месуда против халифа аль-Мустаршид Биллаха и взял того в плен. В том же году в Мераге ассасины убили халифа. Султан Месуд, которого обвинили в подстрекательстве к убийству, переложил вину на Дубайса и велел его казнить.

## Биография

### Ранние годы (1071—1118)
Дубайс родился в 463 году (1071), он был сыном Садаки I ибн Мансура, правителя Хиллы из династии Мазъядидов. Матерью Дубайса была единственная жена Садаки. Имя матери Дубайса неизвестно, но её брата, согласно аль-Азими, звали Антар ибн Абуль-Аскар аль-Курди. Его нисба (аль-Курди) может означать курдское происхождение.
Самое раннее упоминание Дубайса относится к периоду борьбы за трон между сыновьями сельджукского султана Мелик-шаха I. После поражения, нанесённого в 1101 году Баркияруком своему брату Мухаммеду, Дубайс был послан отцом к победителю принести клятву верности. Два года спустя, в 1103 году, Садака по просьбе халифа Аль-Мустазхира Биллаха прибыл в Багдад, чтобы примирить его с один из командиров Мухаммеда Тапара, Иналом ибн Ануштекином. Вместе с ним прибыл Дубайс, который остался в городе после отъезда отца, чтобы по его поручению вместе с шихне Багдада Иль-Гази следить за соблюдением заключённого соглашения о ненападении. Эта миссия не была успешной, поскольку Инал не выполнял условий соглашения. По какой-то причине Дубайс не мог справиться с ним. Возможно, отец не оставил ему достаточно людей. Халиф снова обратился к Садаке, и Дубайс с присланным отцом отрядом участвовал в операциях против Инала вместе с Иль-Гази.
Отец Дубайса распространил свою власть на большую часть Ирака. Султан Мухаммед Тапар опасался роста его влияния; утвердившись на троне, он выступил против могущественного вассала. Ибн аль-Джаузи и Ибн аль-Асир называли Дубайса советником своего отца. По их словам, он выступал за примирение с султаном. Однако мнение Дубайса на этот раз не было поддержано военачальником Садаки, и  4 марта 1108 года произошла кровопролитная битва у Нуманийе между Хиллой и Васитом, в которой Садака погиб. Эмир Ак-Сункур аль-Бурсуки отнёс отрубленную голову Садаки султану Мухаммеду. С этого момента Ак-Сункур и Дубайс стали непримиримыми врагами. Дубайс участвовал с отцом в битве у Нуманийе и был пленён Мухаммедом. Султан в оковах отвёз Дубайса в Багдад. Он приказал доставить к нему в Багдад из крепости на болотах жену Садаки и освободил Дубайса, чтобы тот мог встретить мать, предварительно заставив его поклясться в верности. По словам Ибн аль-Асира, после прибытия матери Дубайса в Багдад султан выразил ей соболезнования о муже и сказал: «Я бы хотел, чтобы его привели ко мне, чтобы я его осыпал милостями и наградами. Но судьба меня победила». Несмотря на благожелательное отношение Мухаммеда к семье Садаки, он не позволил Дубайсу вернуться в Хиллу, которой назначил управлять бывшего военачальника Мазъядидов. Ни один из современных событиям хронистов не упоминает имя Дубайса в десять последующих лет. Более поздние авторы тоже молчат о Дубайсе, рассказывая про эти годы. Лишь аль-Бундари упоминал, что Дубайс в эти годы служил султану.

### Начало правления (1118)
18 апреля 1118 года Мухаммед Тапар скончался. Его сын Махмуд взошёл на трон, однако о своих правах на престол заявил Санджар. Во главе армии он двинулся в Ирак и 14 августа 1118 года разбил армию Махмуда при Саве. Став султаном, Санджар создал внутри сельджукской империи вассально зависимое Государство Сельджуков Ирака, султаном которого назначил Махмуда. Другие сыновья Тапара получили уделы: Тогрул — Гилян и Джибаль, Месуд — Азербайджан и Мосул. Дубайс получил от Санджара Басру и окрестности. Уже в начале правления Дубайс показал, что продолжает политику отца. Он поддерживал распри между сыновьями султана Мухаммеда, которого (как и Ак-Сункура) считал убийцей своего отца. Он страстно желал отомстить. Как и отец, Дубайс укрывал у себя противников халифа и султана и отказывался их выдавать. В  ноябре 1118  года после смерти аль-Мустазхира Биллаха аббасидским халифом стал его сын, аль-Мустаршид-Биллах, а другой его сын, Абуль Хасан, тоже претендовавший на пост халифа, укрылся у Дубайса. Аль-Мустаршид отправил Дубайсу почётное одеяние (cübbe), тюрбан, меч и осёдланного коня и попросил принести присягу на верность, а в дополнение выдать Абуль Хасана. Присягнуть Дубайс согласился, но заявил, что он «скорее умрёт, чем сдаст кого-то, из нашедших у него убежище». Сглажен конфликт был после того, как Абуль Хасан сам покинул Дубайса и отправился в Васит, где набрал сторонников для мятежа. Обеспокоенный аль-Мустаршид опять обратился к Дубайсу, теперь уже прося остановить брата. Поскольку Абуль Хасан более не был гостем, Дубайс сразился с ним в Фам ас-Силх и победил его. Абуль Хасан бежал, но заблудился в пустыне. Когда он уже погибал от жажды, Дубайс нашёл его и отвез в Багдад халифу, получив в награду 20 тысяч динаров. Наладив отношения с халифом, Дубайс обратился к султану Махмуду, и тот назначил его править во всех землях, которыми ранее управлял Садака. Дубайс вернулся в Хиллу как эмир.

### Отношения с Иль-Гази (1118—1121)
Зимой 1118/19 годов Иль-Гази, ставший эмиром Мардина, планировал напасть на Антиохию. Он обратился к Тугтекину, и они договорились вернуться в свои земли, чтобы мобилизовать все силы. Кроме Тугтекина, Иль-Гази обратился к Дубайсу. Дубайс согласился, но не успел присоединиться к Иль-Гази, поскольку туркмены торопились. Однако его имя упоминается канцлером Готье (попавшим в этой битве в плен) в связи с событиями после боя. После победы Иль-Гази и его туркмены развлекались казнями пленников, но прибыл подарок от «арабского короля» Дубайса — конь исключительной красоты с дорогой упряжью. «Увидев его, Иль-Гази отбросил свой меч, охваченный радостью», и прекратил резню. После битвы на Кровавом поле, к которой он не успел подойти, Дубайс участвовал вместе с Иль-Гази и Тугтекином в битве при Хабе. Готье Канцлер писал, что арабы Дубайса заменили в армии Иль-Гази туркменов, которые разошлись по домам после грабежей. По словам Гийома Тирского, после ночных приготовлений Дубайс атаковал, и его арабы убили много христианских пехотинцев, но сами понесли тяжёлые потери и покинули поле боя.
Вероятно, затем Дубайс вернулся в Хиллу. Источниками отмечается, что в начале 1120 года отношения Дубайса с халифом были ещё мирными. Халиф попросил его помочь людям, направлявшимся в хадж, и  14 февраля 1120 года множество паломников прибыло в Куфу. В тот же день прибыл в Куфу и Дубайс. Он решил воспользоваться встречей с кади Куфы Абу Джафером ас-Сакафи, попросив того отправиться к Иль-Гази и просить руки его дочери для Дубайса. Однако отношения с халифом были мирными недолго. Летом Дубайс спровоцировал сына Мухаммеда Тапара, Месуда, выступить против его царствовавшего брата султана Махмуда. Месуд решил отправиться в Мосул и занять трон при поддержке Дубайса.  14 июня 1120 года у Хамадана состоялась битва между армиями Месуда и Махмуда. Армией Махмуда командовал давний недруг Дубайса Ак-Сункур аль-Бурсуки. В ходе битвы Месуд был разбит и бежал,  после чего явился просить у брата прощения, как и его атабек (воспитатель) Месуда Куюдж-бей. Не подчинился султану Махмуду только Дубайс. В том же году он разграбил окрестности Багдада и установил свой шатёр напротив дворца халифа. Угрожая аль-Мустаршиду, он потребовал ответа за отрубленную голову своего отца. Халиф был напуган и вызвал на помощь султана Махмуда. Когда Махмуд выступил со своей армией, испугался уже Дубайс: он послал свою жену Шараф-хатун, дочь визиря халифа, как посредника. От имени мужа Шараф-хатун предложила халифу и султану извинения и подношения — по словам Ибн аль-Асира и Камаль ад-Дина ибн аль-Адима, «большую сумму денег и великолепные дары», по словам Ибн аль-Джаузи — «двадцать тысяч динаров и трёх лошадей». Ибн аль-Джаузи сообщал, что дары были сочтены недостаточными, и поэтому примирение не было достигнуто. Однако Ибн аль-Асир и Камаль ад-Дин писали, что дары были приняты, и Шараф-хатун привезла Дубайсу прощение, но он не хотел принимать выдвинутые ему условия. Хиллу захватил султан, выступивший из Багдада между  24 декабря и 21 января 1121 года. Поскольку Хилла была укреплена, Махмуду пришлось собрать тысячу судов. Дубайс бежал к Иль-Гази, у которого нашёл убежище и на дочери которого женился. По словам Ибн аль-Адима, он привёз с собой много денег. Халиф пытался добиться выдачи своего врага. Он наградил Иль-Гази за его успех против крестоносцев и написал ему, прося разорвать связь с «арабским вождём» и отослать его. Однако Иль-Гази не предал Дубайса (немного позже тот сам решил, что пора вернуться в Ирак и встретиться со своими врагами). Отправляясь в  1121 году в грузинскую кампанию, Иль-Гази позвал Дубайса и обещал ему Алеппо за помощь в кампании. Дубайс присоединился и привёл, по сообщению Матвея Эдесского, 10 тысяч воинов. После поражения он вернулся с Иль-Гази в Мардин. Согласно Камаль ад-Дину, «у Дубайса было разграблено [имущество] стоимостью 300 тысяч динаров». Пробыв в Мардине около года, Дубайс вернулся в Хиллу. Он отправил халифу и султану извинения, которые не были приняты, и против него была послана армия. Дубайса осадили в Хилле. Хотя армия не могла захватить город, но он решил договориться с противниками. В качестве залога ему пришлось отправить своего брата Мансура к султану Махмуду.

### Войны с халифом. Битва у аль-Нила (1121—1123)

Междуречье при Аббасидах

В  1121 году атабеком Мосула был назначен враг Дубайса Ак-Сункур. Султан покинул Багдад в период между  11 апреля — 9 мая 1122 года. После этого в четверг  8 июня 1122 года Дубайс напал на аль-Бурсуки и разбил его. 11 июня года Ак-Сункур вернулся в Багдад. Дубайс присягнул халифу как победитель — напуганным халифом ему была обещана голова его врага, визиря Салах аль-Дина Абу Али ибн Садака. Однако султан Махмуд заковал брата и сына Дубайса в цепи. В знак печали Дубайс остриг волосы, оделся в чёрное и продолжил разорять земли врагов. Бои не утихали, особенно в районе Васита. Дубайс послал своих людей совершить набег на сотню тысяч голов скота у реки (канала) Нахр аль-Малик у ворот Багдада. Халиф разгневался на эмира, но тот ответил, что тоже негодует — из-за ложных обещаний халифа казнить его врага, визиря Ибн Садаку, изгнать из Багдада аль-Бурсуки и освободить Мансура. Так, в  1123 году Дубайс снова вступил в борьбу с халифом аль-Мустаршидом Биллахом. Он выставил пятидневный ультиматум и угрожал сжечь Багдад, потопить его в крови, сравнять город с землёй.
Халиф объединился с Ак-Сункуром, и в воскресенье  4 марта 1123 года они двинулись к Нилу, где победили Дубайса. В этой битве проявил себя Имадеддин Занги. Описывая битву, Ибн аль-Джаузи (живший в Багдаде в описываемый период) изобразил Дубайса и его людей развратными и отталкивающими (в противоположность людям халифа).
Ак-Сункур сам построил армию в боевом порядке. Построение тянулось «почти на фарсах». Между отрядами пехоты он оставил место для кавалерии. Халиф со своей свитой располагался за кавалерией. Дубайс построил свои войска в единую линию, состоящую из правого крыла, левого крыла и центра. Пехоту с большими щитами он расположил перед всадниками. Сам он стоял в центре за пехотой. Когда две армии увидели друг друга, пехота Дубайса бросилась в атаку. По описанию Ибн аль-Джаузи, Дубайса «сопровождали дурные женщины (baġāyā) и красотки с музыкальными инструментами, флейтами и бубнами», а в армии же халифа слышалось чтение Корана, хвалы Богу и крики «Аллах велик».
Антар ибн Абуль-Аскар аль-Курди, военачальник и дядя Дубайса, стоявший на правом фланге его армии, атаковал линию халифа (стоявшего на левом фланге сельджукской армии), но люди Антара повернулись и бросили его. Халиф со своим визирем находился за шеренгой сражающихся, за руслом ручья. Увидев, что пехота разбита, по совету визиря халиф сам выступил вперёд, обнажив меч, и присоединился к атаке. Фланг Антара был прорван, знатных людей пленили. Воины Дубайса увидели бегство людей Антара, что вызвало дезориентацию. В этот момент Имадеддин Занги атаковал Дубайса, оказавшегося в ловушке. Дубайс со свитой бежал к Евфрату. Многие из его воинов утонули, бросившись в воду, но Дубайсу удалось ускользнуть, чудом он быстро переправился через Евфрат. Вся пехота арабов была уничтожена. Многих взяли в плен и казнили. Говорят, что казнимые перед смертью произносили восхваление Дубайсу, а затем сами подставляли шею. В армии халифа, по словам жившего в то время в Багдаде Ибн аль-Джаузи, погибло всего двадцать всадников. Схвачены были даже жёны и наложницы Дубайса. Он боялся попасть в руки Ак-Сункура, поэтому ушёл через пустыню в Сирию.
По легенде во время бегства некая старуха на берегу сказала Дубайсу: «Вы прибыли в плачевном состоянии (dubayr ǧi’t)!» На это он ответил: «Это те, кто не прибыл, находятся в плачевном состоянии (dubayr man lam yaǧi’)!» Далее она указала ему, где находится брод. Когда прибыли преследователи, мамлюки аль-Мустаршида, эта же старуха указала им ложное направление. Дубайс же направился вдоль реки. В течение года о нём ничего не было слышно, и даже ходили слухи, что он погиб. Когда Дубайс вернулся в Ирак, он сделал эту старуху по имени Умм аль-Амин хозяйкой деревни, которая и сегодня известна под её именем.

### Союз с Балдуином (1124)
В  апреле 1123 года племянник Иль-Гази, некоторое время правивший после него в Алеппо, Балак, взял в плен короля Иерусалима Балдуина II. После смерти Балака в 1124 году Алеппо и Балдуин перешли к сыну Иль-Гази, Тимурташу, который стал торговаться по поводу выкупа. Посредником был эмир Шайзара (дядя Усамы ибн Мункыза). В это время в Сирию к хакиму замка Джабер, Салиму бен Малику, прибыл Дубайс. Прибытие ведущего арабского эмира угрожало слабой власти Тимурташа в Алеппо, в котором проживало много шиитов. Статус Дубайса как лидера арабских шиитов делал его опасным соперником в борьбе за Алеппо. Среди прочих условий, которые Тимурташ выдвинул Балдуину, а тот согласился принять, было требование поддержать Тимурташа против Дубайса. Эмир, в свою очередь, после освобождения Балдуина обратился к нему и графу Эдессы Жослену через Салима с предложением вместе захватить Алеппо. Балдуин решил не выполнять обещанного Тимурташу и согласился атаковать Алеппо. Вероятно, Балдуин и Дубайс заключили соглашение, по которому весь регион должен был перейти к Балдуину, а Дубас становился его вассалом и губернатором города.
Сначала Дубайс встретился с Тимурташем в бою у Мардж-Дабик и прогнал его из региона Алеппо, а затем  8 октября 1124 года франки (крестоносцы) и арабы организовали совместный штурм Алеппо. В союзную армию осаждавших входили, помимо Дубайса, войска Салима бен Малика, среди осаждавших были член семьи Иль-Гази и сын Рыдвана (Султан-шах, сбежавший из тюрьмы Артукидов). В зимний период население осаждённого города голодало, распространялись болезни. Если в начале осады Дубайс надеялся на благосклонность горожан, то жестокость с обеих сторон вызвала обоюдную ненависть. Крестоносцы вырубали деревья, разрушали святыни, грабили могилы и похищали гробы, которые вскрывали, а тела мёртвых подвергали издевательствам на виду у жителей, а также подвергали пленённых мусульман ужасным пыткам. По словам историка из Алеппо Камаль ад-Дина.:
И брали [франки] свиток [Корана] из некоторых гробниц, находившихся за Халебом, и говорили: «Эй, мусульманин! Взгляни на вашу книгу!» И привязывали к нему шнурки, используя его как подхвостник для своих вьючных лошадей. И оставляла лошадь на нём навоз, и, когда [франк] это замечал, он ударял по свитку рукой и смеялся удивлённо и хвастливо. И всякий раз, как франки одерживали победу над мусульманином, они отрубали ему руки и тестикулы и отдавали его мусульманам. <...> И кричали мусульмане Дубайсу со стены: «Дубайс! О несчастный!»
Следствием таких действий франков стало то, что шиитский кади Алеппо Ибн аль-Хашшаб проклял вступившего в союз с ними Дубайса. Горожане искали помощи и нашли её во враге Дубайса, эмире Мосула Ак-Сункуре. Ранее, в 1116 году, они прогнали его, предпочтя Иль-Гази, но сейчас у них не было выбора. Ак-Сункур аль-Бурсуки вместе с атабеком Дамаска Тугтегином и эмиром Хамы Хирханом двинулся на Алеппо. Получив известие о прибытии сельджукской армии, Дубайс стал настаивать на атаке во время её переправы через Евфрат. Однако Балдуин не согласился с планом Дубайса и в январе 1125 года отступил к Атарибу, чем вынудил и Дубайса снять осаду. Ак-Сункур занял Алеппо, но в отместку Дубайс опустошил земли Ак-Сункура вокруг Мосула.

### Союз с Тогрулом (1125)
В 1125 году после разорения окрестностей Мосула Дубайс присоединился к брату султана Махмуда Тогрулу (ранее они вместе участвовали в грузинской кампании). Совместными действиями они смогли захватить Атариб. Затем Ак-Сункур потерпел тяжёлое поражение у Азаза. После этого Дубайс и Тогрул, которого эмир призвал основать новое государство сельджуков, двинулись на Багдад. Против них со своим войском выступил халиф. Две армии стояли друг перед другом, дожидаясь утра. Дубайс и Тогрул намеревались воспользоваться темнотой и напасть на Багдад перед рассветом. Однако в их планы вмешалась погода — ночью внезапно полил дождь. В дополнение Тогрул неожиданно заболел. Это разрушило планы мятежников, им пришлось распустить армии и укрыться у султана Санджара. Они просили у него помощи против аль-Мустаршида и Махмуда. Дубайс обвинил Махмуда и халифа в заговоре против Санджара.
Хронисты расходятся в описании отношений Санджара и Дубайса. По словам Ибн аль-Асира, Санджар приветливо принял Тогрула и Дубайса, выслушал их обвинения в адрес халифа и султана Махмуда и последовал совету эмира напасть на Ирак. Этой версии придерживался К. Босуорт, который полагал, что Дубайс рассорил Санджара с его племянниками, и тот дважды воевал с ними.
Ибн аль-Джаузи, наоборот, писал: «Санджар схватил Дубайса и заключил его в цитадель, чтобы быть ближе к аль-Мустаршиду». Эту версию поддерживали турецкие историки (Каракуш, Озаюдин), утверждая, что Санджар, который хорошо знал Дубайса, отклонил его просьбу о помощи и заключил эмира в тюрьму. При этом, по словам Ибн аль-Джаузи, Санджар хорошо обращался с Дубайсом.

### Мосул (1126—1129)
В конце  1126 года между аль-Мустаршидом и Махмудом началась борьба за власть. Махмуд послал против халифа Имадеддина Занги. Армия халифа была разбита недалеко от города Васит, а сам он был вынужден подчиниться Занги, который снискал восхищение халифа своим сдержанным и скромным поведением. Тем временем враг Дубайса, эмир Мосула Ак-Сункур аль-Бурсуки, был убит ассасинами, и в Мосул потребовался правитель. Султан Махмуд издал указ о назначении в Мосул Дубайса. Однако халиф аль-Мустаршид противился назначению. По словам Кемаледдина ибн аль-Адима, халиф был против Дубайса, потому что тот «помогал франкам в борьбе против мусульман, объединившись с силами неверных». В итоге султан и халиф согласовали кандидатуру Занги, который вступил в должность  27 января 1127  года. В ответ в  1128 году Санджар вызвал султана Махмуда в Рей. Когда он передал Дубайса в конце  1128 года Махмуду на встрече в Рее, то просил хорошо заботиться о нём. Возможно, он передал эмира не султану, а его жене, своей дочери (Амир Ситти-хатун), хорошо относившейся к Дубайсу, — Ибн аль-Джаузи писал: «Она была тем, кто его защищал». Санджар не пошёл навстречу халифу, требовавшему выдать Дубайса ему. В  1129 году кандидатура эмира опять всплыла в связи с должностью губернатора Мосула, поскольку Занги стал атабеком (правителем) Алеппо. С просьбой о назначении Дубайса к халифу обратился султан Махмуд, которого просила об этом жена, дочь султана Санджара. Санджар настаивал на том, чтобы Занги был смещён с постов в Мосуле, а на его место был назначен Дубайс. Однако Занги также приехал в Багдад и просил халифа не назначать эмира на пост, а оставить Мосул ему. Дубайс пообещал дать 100 тысяч динаров в обмен на то, что станет губернатором Мосула. Занги в ответ преподнёс султану Махмуду те же 100 тысяч динаров. Такую же сумму он пообещал халифу, после чего последний оставил ему пост в Мосуле.
Поссорившись с халифом, султан Махмуд покинул Багдад в субботу  25 мая 1129 года и отправился в Хамадан. Дубайс сначала сопровождал его. После смерти своей покровительницы Амир Ситти-хатун и во время болезни Махмуда Дубайс захватил сына султана и вернулся в Ирак. Он отправился в Хиллу, отобрав её  между 18 августа и 16 сентября 1129 года у Бахруза аль-Хадыма, которому её передал султан. Эти действия вызвали гнев Махмуда, который послал за ним двух великих эмиров, Кызыла и Ахмадили. Обеспокоенный Дубайс сначала безуспешно попытался склонить на свою сторону халифа, а затем отправил султану дары. Однако убедить ни халифа, ни султана Дубайсу не удалось. Узнав о прибытии султана в Багдад  между 16 октября и 14 ноября 1129 года, он мог только бежать. По словам Ибн аль-Джаузи, эмир использовал маленького сына Махмуда в качестве заложника: «Итак, он взял ребёнка и покинул Хиллу, ничего не сказав о своём пункте назначения». Он прошёл через Басру, разграбив её, и ушёл через пустыню в Сирию.

### Пленение (1131)
Когда Гумуштекин, бывший гулям атабека Дамаска Бури бен Тугтекина, хаким замка Сархад в Сирии, в мае умер, его вдова почувствовала необходимость обратиться за помощью к кому-то из сильных эмиров. Она послала Дубайсу сообщение, что готова выйти за него замуж и отдать замок. По словам Аль-Азими, Дубайс оставил сына султана у правителя замка Джабер и отправился в Сархад. Он заблудился в пустыне, потому что у него не было проводника, знающего дороги и источники. Он был схвачен бедуинами из бени Кельб (попал к Мактуму ибн Хассану) в пустыне и  6 июля 1131 ( 22 июля 1131 года) передан Бури бен Тугтекину. Бури принял его в замке Дамаска как гостя. Ибн аль-Фурат связывал пленение Дубайса с его якобы существовавшими планами завоевать Ирак вместе с Фатимидами Египта. В этой версии Мактум пленил эмира, предварительно напоив его.
Халиф узнал о пленении Дубайса и попросил выдать его ему. Бури пообещал халифу, что выдаст ему эмира, но вмешался Имадеддин Занги, у которого в плену томились сын Бури, Севиндж, и несколько командиров атабека. Занги предложил их и 50 тысяч динаров в обмен на Дубайса, угрожая напасть на Дамаск. Вероятно, выкупая эмира, Занги выполнял пожелание султана Санджара.  1 ноября 1131 года года произошёл обмен ( 2 октября 1131 по словам Ибн аль-Каланиси). Ранее Занги и Дубайс соперничали за Мосул, и между ними существовала враждебность, поэтому эмир «был уверен, что его час настал». Однако Занги хорошо обращался с Дубайсом. При этом хронисты указывали разные данные о том, где содержался эмир. Михаил Сириец писал, что Занги содержал его в Мосуле под стражей, а Камаль аль-Дин — что «[атабек] отпустил его, когда прибыли в Халеб». Халиф отправил посланника к Бури за Дубайсом, но тот прибыл уже после того, как эмира забрал Занги. Дубайс оставался у Имадеддина до тех пор, пока он не отправился с ним в Ирак. В  1131 году в Хамедане умер султан Махмуд, и Санджар передал его земли его брату Тогрулу. Сын Махмуда Дауд и другой брат султана Месуд начали борьбу за трон. Месуд обратился к Занги за помощью. В 1132 году Дубайс и Имадеддин Занги выступили вместе с Месудом против халифа аль-Мустаршида, но  17 июня 1132 года потерпели поражение у Тикрита (при Акрагуфе). Они еле спаслись бегством, переправившись через Тигр с помощью губернатора Тикрита Неджмеддина Эйюба. Занги вернулся в Мосул, а Дубайс направился к султану Санджару. По версии Михаила Сирийца, в этом походе Занги был один, Дубайс был ещё в заключении и получил свободу лишь после поражения Имадеддина от халифа.
По приказу Санджара Занги напал на Багдад ещё раз. С ним опять был «ненадёжный бедуинский шейх» Дубайс. В последовавшей битве Занги и Дубайс были разбиты. Во время отступления Имадеддина в Мосул халиф напал на него. Дубайс бежал и отправился либо в Мардин (Азими), либо в Хиллу (Ибн аль-Асир).

### У Месуда (1134—1135)
Султан Месуд прибыл в Багдад в  1133 году и был принят халифом, который облачил его в хилат и произнес в хутбе его имя, пойдя против Санджара. Дубайс собрал армию в городе Васит, но потерпел поражение от Месуда. Люди эмира рассеялись, и он решил заключить с Месудом мир.
После смерти Тогрула в марте 1134 года Дубайс и группа эмиров объединились против Месуда, но в 1135 году эмиру пришлось укрыться в Мараге у Месуда. Он опасался, что эмиры  сдадут его халифу. Султан взял его на службу, чтобы использовать против аль-Мустаршида, который хотел расширить своё влияние и власть. В  1135 году в отношениях между султаном Месудом и халифом аль-Мустаршидом возник очередной конфликт. Халиф прекратил упоминать имя султана в хутбе. Месуд в ответ вместе с Дубайсом начал готовиться к походу на Багдад. Халиф Мустаршид также начал подготовку к войне. Когда он выходил из Багдада с большой армией, Месуд послал против него авангард под командованием Дубайса. Переговоры между противниками потерпели неудачу,  24 июня 1135 года произошла битва, аль-Мустаршид был взят в плен, многие из его воинов были убиты, а его имущество разграблено. Пленение халифа вызвало негативную реакцию в мусульманском мире, и вмешался султан Санджар. Он написал своему племяннику Месуду письмо с просьбой освободить халифа, и султан был вынужден выполнить эту просьбу. Он формально примирился с халифом и возложил ответственность за войну на Дубайса, которого привели со связанными руками и бросили перед халифом. Эмир просил халифа о милости, и тот простил его, прочитав стих из суры Юсуф, в ответ Дубайс поцеловал халифу руку. В начале сентября Санджар снова отправил послов, прося Месуда отправить халифа в Багдад.
Месуд организовал переезд халифа. Среди сопровождавших халифа людей было десять батинитов, которые убили его у ворот Мераги. Тело его было пронзено двадцать раз, уши и нос отрезаны. Убийцы были схвачены и казнены, но вопрос заказчика преступления оставался открытым. Для мусульман убийство халифа было экстраординарным преступлением, и вину возлагали на сельджуков. Месуду и Санджару пришлось назначить виновника, и в жертву был принесён Дубайс. По словам Ибн Халликана, султан «опасался навлечь на себя ненависть» и «решил представить Дубайса виновником преступления». По самой распространённой версии, Месуд поручил убить эмира гуляму армянского происхождения (некоторые авторы называют его Бахтияр).  25 сентября 1135 года убийца без предупреждения подошёл к Дубайсу, который ждал у дверей шатра султана в Мераге разрешения войти, и убил его. Султан Месуд объявил, что казнил Дубайса, чтобы отомстить за убийство халифа, а затем женился на его дочери Суфре ( 1138).
Отличающуюся от прочих версий причину убийства Дубайса изложил Камаль ад-Дин ибн аль-Адим. По его словам, после пленения халифа Месуд решил устранить Занги и отправил ему приглашение, заманивая к себе для расправы. Дубайс узнал об этом и предупредил атабека, чем спас его жизнь. Узнав об этом, султан Санджар вызвал Дубайса из Хиллы, куда тот успел вернуться. Несмотря на предупреждения друзей, эмир явился к Санджару, который зарубил его, назвав предателем. Камаль ад-Дин передавал слова Занги: «Мы выкупили его за деньги, а он отдал за нас жизнь!»
По словам историка Артукидов, Ибн аль-Азрака аль-Фарики, Дубайс был убит у Тебризских ворот Мераги, а тело было на носилках доставлено его жене Гухар-хатун, которая тогда находилась в Мардине. Она похоронила его рядом с могилой своего отца, Иль-Гази.

## Семья
Известны имена двух жён Дубайса:
- Шараф-хатун, дочь визиря Амид ад-Даулы ибн Фахр ад-даулы Мухаммада ибн Джахира от его жены Зубайды, дочери визира Низама аль-Мулька[70]. Её дочь от Дубайса, Сафра, стала женой султана Месуда[76];
- Гухар (Кумар)-хатун, дочь Иль-Гази, эмира Мардина ( 1119/20)[77].

Кроме жён, у Дубайса были наложницы.
У Дубайса было три сына (имена матерей неизвестны): Садака II, Мухаммед и Али II. Все они по очереди недолго правили эмиратом. Садака не стал мстить за отца, а примирился с Месудом и стал его зятем. После его смерти в  1137/38 году правителем в Хилле стал Мухаммед, который вскоре уступил власть Али (II). Последним представителем династии был или Али, отравленный в 1150 году, или его сын Мухалхил.

## Поэзия
Дубайс был известен своим покровительством поэтам. Он отличался щедростью характера и глубоким знанием художественной литературы и поэзии. Историки отмечают, что Дубайс сам писал прекрасные стихи. Ибн Халликан писал, что Дубайс сочинил несколько хороших стихов, которые сохранились у Имадуддина аль-Исфахани и Ибн аль-Муставфи.
Ибн аль-Муставфи в своей «Истории Эрбиля» сохранил переписку Дубайса и его брата Бадрана, который тогда был в отъезде. Бадран писал в стихах:

Скажи Мансуру [дед Бадрана и Дубайса], Мусайябу [предположительно, близкий родственник] и Дубайсу, что я пришелец в далёкой стране. Пусть они насладятся Евфратом и сладостью его берегов, ведь у меня отняли эту возможность!
Оригинальный текст (ар.)
كما أحرزتَ شكرَ بني عقيل
بآمد يوم كظّهم الحذارُ
غداةَ رمتهمُ الأتراكُ طرّاً
بشهبٍ في حوافلِها ازورارُ
فما جبنوا، ولكن فاض بحرٌ
عظيمٌ لا تقاومهُ البحارُ
فحين تنازلوا تحت المنايا
وفيهنَّ الرزيةُ والدمارُ
مننتَ عليهمُ، وفككتَ عنهم
وفي أثناء حبلهمُ انتشارُ
ولولا أنتَ لم ينفكَّ منهم
أسيرٌ، حين أعلقه الإسارُ

На это Дубайс ответил так:

Скажите Бадрану, который сейчас в далёкой стране вздыхает о своей родине, что человек благородной души никогда не разочаровывается в своих желаниях, — скажите ему, чтобы он наслаждался удовольствиями этого момента, ибо забота покрывает сединой тёмные локоны надежды. Бог держит под контролем события, происходящие с людьми, и сама (иссушенная) земля получает возлияние из чаши щедрого человека.
Оригинальный текст (ар.)
ألا قل لبدران الذي حـن نـازعـاً
تمتع بـأيام الـسـرور فـإنـمـا
«وللأرض من كأس الكرام نصيب»
إلى أرضه والحر لـيس يخـيب
عذار الأماني بالهـمـوم يشـيب
ولله في تلك الـحـوادث حـكـمة

Камал ад-Дин ибн аль-Адим сохранил два двустишия в своём труде. Он рассказал, что пленённого и закованного в железо Дубайса по дороге увидел некий поэт, который тут же стал восхвалять его в стихах. Дубайс, который ничем не мог вознаградить его, взял дощечку и написал:

Я щедр, но нет у меня богатства,

И как мне выплатить этот долг?

Вот тебе записка до дней моего богатства,
Ибо я надеюсь на будущее в этом мире.
Затем, когда Дубайс уже жил в Алеппо у Занги, поэт увидел его в богатых одеждах на площади и протянул ему дощечку. Дубайс остановился и сказал: «Клянусь Аллахом, это долг, и какой долг!» Он отвёл поэта в дом, в котором поселил его Занги, дал ему тысячу динаров и подаренную Имадеддином дорогую одежду. Это рассказ, вероятнее всего, вымышленный анекдот.

## Личность
Дубайс появляется в средневековых арабских текстах (в зависимости от того, пишет шиит или суннит) и добрым, и эгоистичным; и щедрым, и жадным; и мужественным, и трусливым; и бескорыстным, и грабителем. Современник Дубайса, Аль-Харири, воспел его в стихах как настоящего арабского героя, он называл его в своей 39-й макаме («Оманская макама») идеалом благородства и благочестия и сравнивал с Увейсом аль Карани: «каждый стремится за полу его подержать и руку ему поцеловать — словно он сподвижник пророка Увейс или эмир Дубайс». Узнав об этом, Дубайс прислал аль-Харири богатые одежды и множество других ценных подарков. Шиитские авторы, такие как Ибн Аби Тайи (1180—1228 / 33) или Ибн аль-Тиктака восхваляют Дубайса. Ибн аль-Тиктак называл эмира щедрым человеком, надёжным защитником. Современник Дубайса, суфий Айн аль-Кузат аль-Хамадани (противник халифа, казнённый в  1131 году), назвал эмира символом мятежного человека, страстным защитником свобод. Абу Сад ас-Самани назвал Дубайса достойным человеком, грозным и благородным по характеру.
Негативную оценку Дубайсу давал Ибн аль-Каланиси, который отзывался о нём как об авантюристе, жестоком человеке, плохом руководителе. Камаль ад-Дин, отец которого был жителем осаждённого Дубайсом с Балдуином Алеппо, также в основном отрицательно описывал Дубайса. Ханбалит Ибн аль-Джаузи в корне враждебен эмиру.
Дубайс II «снискал громкую славу среди крестоносцев». Гийом Тирский назвал Дубайса «самый могущественный арабский сатрап». Бар-Эбрей назвал его хитрым, воинственным человеком.
Все средневековые историки согласны, что Дубайс был влиятельной и предприимчивой личностью, который угрожал халифату Аббасидов и султанату Сельджуков.  Историк А. Зуаш назвал его легендарным авантюристом.

## Комментарии
1. ↑  Ибн аль-Джаузи: «[Дубайс] ценил вражду султанов [Масуда и Мухаммада]. Он считал, что его дела будут лучше, если их противостояние будет продолжаться, поскольку его отец Садака воспользовался соперничеством между султанами [Баркьяруком и Мухаммадом]». Ибн аль-Асир: «В том году [514], в Раби I [31 мая — 30 июня 1120], произошла битва между султаном Махмудом и его братом, Масудом. <...> Причина в том, что Дубайс ибн Садака писал Джуюш-беку, атабегу Мавдуда, убеждая его попросить Мавдуда стать султаном и говоря ему, что он может рассчитывать на его помощь. Его цель состояла в том, чтобы они противостояли друг другу. Таким образом, он повысит свой статус и величие своего дома, как это сделал его отец посредством соперничества между султанами Баркьяруком и Мухаммадом»[15].
2. ↑  Фаму ас-Силх — «устье ас-Силха». По словам Якута, ас-Силхом называли область выше Васита — «в 7 фарсахах [около 39 км] от него, где рукав Тигра носил название Фаму ас-Силх». По словам Ибн Руста и аль-Мукаддаси, такое же название носил город с рынками и соборной мечетью на восточном берегу Тигра.
3. ↑  По словам Камаль ад-Дина: «И говорили некоторые люди: „Он шёл к правительнице Сархада, чтобы жениться на ней, но заблудился по дороге, и не было при нём проводника, знающего источники“. И говорили [другие]: „Он направлялся в Хилла Муррайн, и большинство его спутников погибло“»[53]. Согласно Ибн аль-Асиру, правитель Сархада, евнух, умер. Его наложница отправила к Дубайсу посланника, предлагая себя вместе с цитаделью[54]. Азими: «Дубайс подошёл к хозяйке Сархада, чтобы жениться на ней. Мактум ибн Хассан ибн Мисмар убедил его прийти к своему племени и спрятал [его] от Тадж аль-мулька»[55].
4. ↑  Ибн аль-Каланиси: «подарил ему одежды и утварь, соответствующие его положению и достоинству, и удерживал его в почётном, а не унизительном заточении»[58], Камаль ад-Дин: «поместил его в доме в крепости Дамаска, и принял его с почётом, и оказал гостеприимство, и принёс ему то, что подобает из одежд и утвари, так что заключение его было почётным»[56].
5. ↑  Камаль аль-Дин: «[атабек] отпустил его и оказал ему честь: … дал ему сто тысяч динаров и пожаловал ему великолепную одежду»[56], Ибн аль-Асир: «он относился к нему как к величайшему из королей»[61], Азими: «осыпал его теми благословениями, которые даже султан не даёт султану»[55].
6. ↑  Согласно Бар-Эбрею, посол султана Санджара привёз Месуду два письма одновременно. В открытом письме Месуду предписывалось просить прощения у халифа, вернуть его в Багдад и выдать халифу Дубайса как виновника бед. В секретном же было написано: «Почему ты в суматохе сражения не убил халифа?»[68]
7. ↑  Согласно Ибн Кеширу, султан вызвал его к себе, и в присутствии султана эмиру связали руки и убили[72]. По словам Бар-Эбрея, Дубайс «завершил трапезу за султанским столом, и султан ушёл во внутренние покои». Затем к Дубайсу вышел евнух, передавший ему приказ читать указы и ждать. Во время чтения его убили[62]. Согласно Ибн Халликану, султан вызвал Дубайса, и тот ждал у порога султанского шатра, когда к нему подкрался мамлюк и зарубил его[70].